# Skoky na lyžích na Zimních olympijských hrách 1952
Skoky na lyžích na Zimních olympijských hrách 1952 v Oslu byly opět i součástí mistrovství světa v klasickém lyžování a kromě olympijských medailí se tak udělovaly i medaile z mistrovství světa. Místem konání byl Holmenkollbakken v Holmenkollenu.
Opět se projevila převaha skokanů ze Skandinávie.

## Přehled medailí
| Pořadí | Země          | Zlato | Stříbro | Bronz | Celkově |
| ------ | ------------- | ----- | ------- | ----- | ------- |
| 1.     | Norsko (NOR)  | 1     | 1       | 0     | 2       |
| 2.     | Švédsko (SWE) | 0     | 0       | 1     | 1       |
| Celkem | Celkem        | 1     | 1       | 1     | 3       |

## Medailisté

### Muži
| Disciplína     | Zlato                           | Výkon | Stříbro                           | Výkon | Bronz                          | Výkon |
| -------------- | ------------------------------- | ----- | --------------------------------- | ----- | ------------------------------ | ----- |
| střední můstek | Arnfinn Bergmann · Norsko (NOR) | 226,0 | Torbjørn Falkanger · Norsko (NOR) | 221,5 | Karl Holmström · Švédsko (SWE) | 219,5 |